# Batocarpus orinocensis
Batocarpus orinocensis är en mullbärsväxtart som beskrevs av Karst.. Batocarpus orinocensis ingår i släktet Batocarpus och familjen mullbärsväxter. Inga underarter finns listade i Catalogue of Life.